# Rafiq Nishonov
Rafiq Nishonovich Nishonov (russisch Рафик Нишанович Нишанов Rafik Nischanowitsch Nischanow; * 15. Januar 1926 in Gasalkent, Usbekische SSR; † 11. Januar 2023 in Genf, Schweiz) war ein sowjetischer bzw. usbekischer Politiker und Diplomat. Er war sowjetischer Botschafter und Erster Sekretär der Kommunistischen Partei der Usbekischen Sozialistischen Sowjetrepublik.

## Leben
Nishonov, Sohn einer Bauernfamilie, studierte Geschichte am Taschkenter Pädagogischen Institut „W. G. Belinski“. Seit 1944 war er Instrukteur, später Sekretär des Komsomol-Rajonkomitees Bostanlyk. Von 1945 bis 1950 diente er in der Roten Armee. 1949 wurde er Mitglied der KPdSU. Ab 1950 war er Instrukteur, Abteilungsleiter für Jugend, Sekretär, schließlich ab 1959 Vorsitzender eines Stadtteilparteikomitees (Oktjabrskij rajon) in Taschkent. Ab 1956 wirkte er auch als Abteilungsleiter des Taschkenter Stadtparteikomitees (gorkom) sowie als Vorsitzender des Taschkenter Stadtexekutivkomitees (gorispolkom). Ab 1970 war er Sekretär der Kommunistischen Partei der Usbekischen SSR.
Ab 1970 wirkte Nishonov als sowjetischer Botschafter in Ceylon und war zweitakkreditiert in den Malediven, ab 1978 wirkte er als sowjetischer Botschafter in Jordanien. 1985 wurde er Minister für Auswärtige Angelegenheiten der Usbekischen Sozialistischen Sowjetrepublik.
Von Dezember 1986 bis April 1988 war er Vorsitzender des Präsidiums des Obersten Sowjets der Usbekischen Sozialistischen Sowjetrepublik, ab Juni 1987 auch Stellvertretender Vorsitzender des Präsidiums des Obersten Sowjets der UdSSR.
Vom 12. Januar 1988 bis zum 23. Juni 1989 war er Erster Sekretär der Kommunistischen Partei der Usbekischen SSR und löste den aufgrund von Korruption in die Kritik geratenen Inamschon Usmanchodschajew ab. Von Juni 1989 bis September 1991 wirkte er als Vorsitzender des Nationalitätensowjets des Obersten Sowjets der UdSSR.
Nishonov trat im November 1991 in den Ruhestand und verstarb in Genf 2023 im Alter von 96 Jahren.